# Alejandro O'Reilly
Alejandro O'Reilly, originariamente Alexander O'Reilly (Baltrasna, 24 ottobre 1723 – Bonete, 23 marzo 1794), è stato un generale e politico irlandese al servizio dell'Impero spagnolo, per il quale fu governatore della Louisiana coloniale spagnola, maresciallo di campo e capitano generale dell'Andalusia.
Fu anche un riformatore militare e un ispettore generale di fanteria dell'impero spagnolo durante la seconda parte del XVIII secolo. O'Reilly ottenne, per i suoi servizi, il titolo di conte.
Nel 1775 partecipò alla spedizione militare contro Algeri, a cui partecipò anche Antonio Ricardos, che si risolse in un disastro per le armi spagnole.